# Synagoge (Sabbioneta)

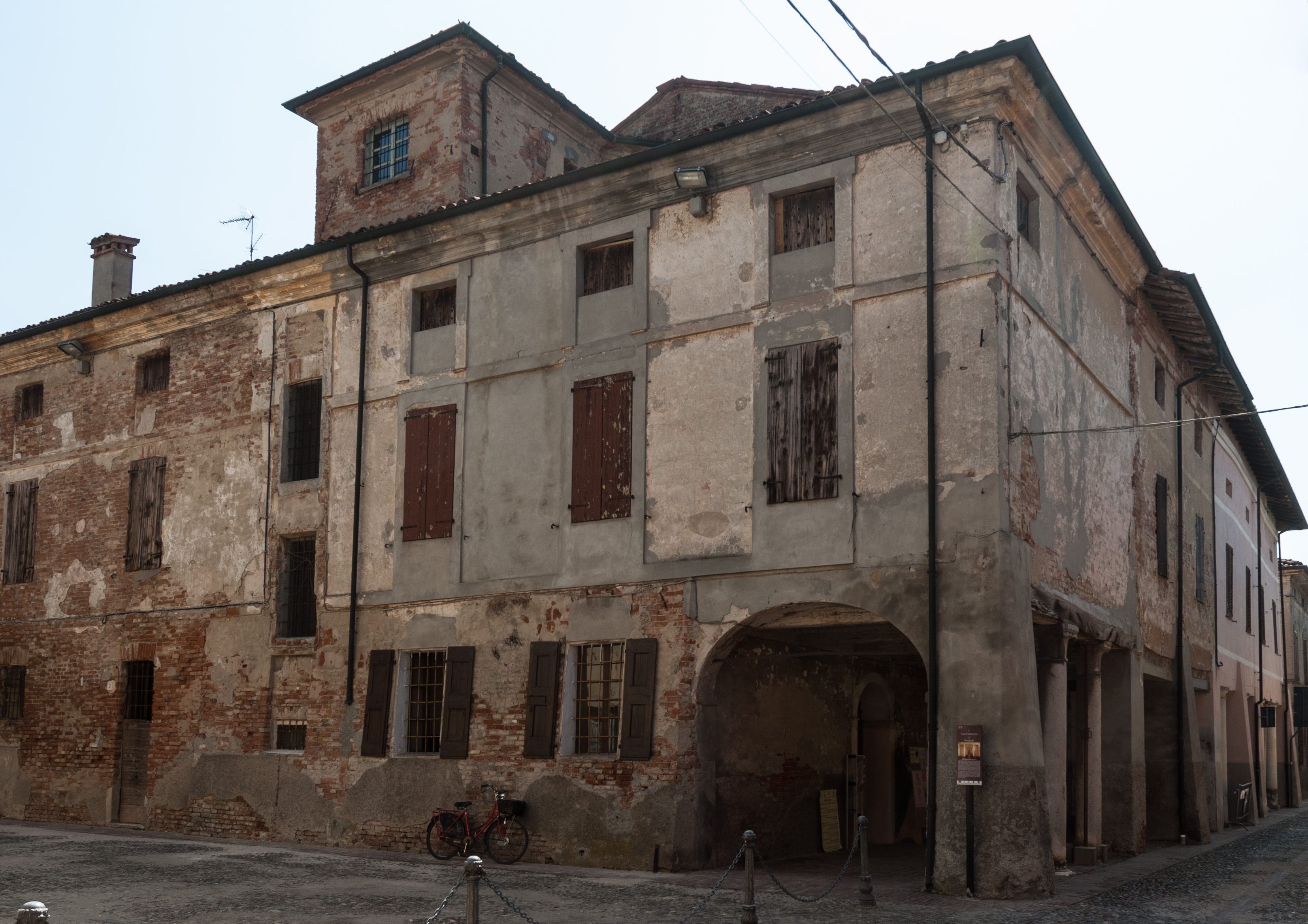
Synagoge in Sabbioneta

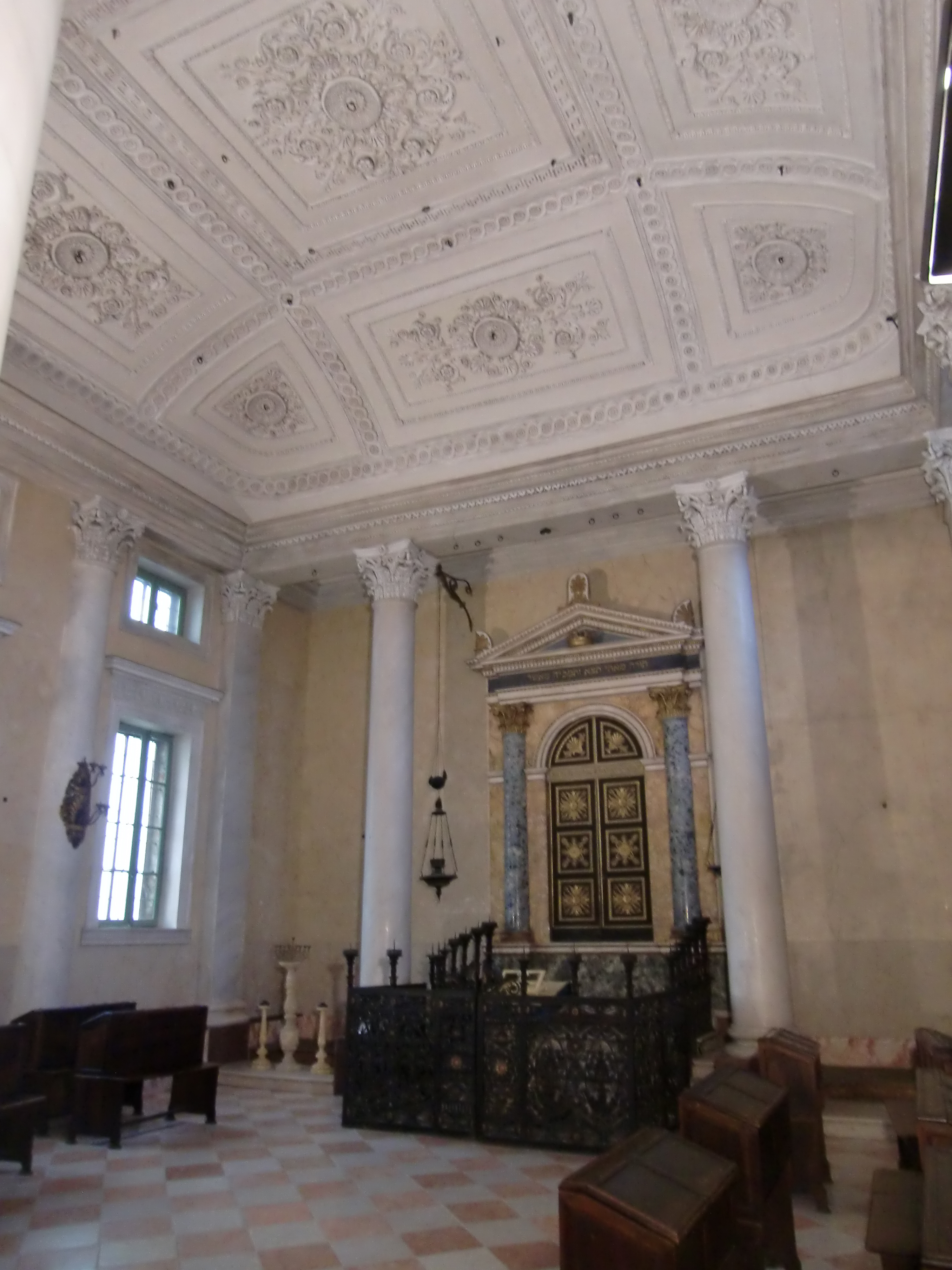
Innenansicht

Die Synagoge in Sabbioneta, einer Stadt in der norditalienischen Region Lombardei, wurde 1821 bis 1824 eingerichtet. Die Synagoge befindet sich in der Via Bernardino Campi 1, in einem ehemaligen Palast des 15. Jahrhunderts. Sie wird seit langer Zeit nicht mehr für Gottesdienste genutzt.

## Beschreibung
Die neoklassizistische Synagoge wurde nach Plänen des Architekten Carlo Visioli errichtet. Von außen ist das Gebäude nicht als Synagoge zu erkennen. Der Eingang an der Ecke des Hauses ist zurückversetzt und von Säulen geschmückt. Vom Vorraum führt eine Treppe zum Synagogenraum, der das erste Stockwerk und das Dachgeschoss einnimmt.
Die Bima steht direkt vor dem Thoraschrein, wie es für sephardische Synagogen Tradition ist, und wird von einer schmiedeeisernen Absperrung begrenzt. Den Thoraschrein schmücken zwei Säulen, auf denen ein Dreiecksgiebel mit Akroterien ruht. 
Einige Ausstattungsstücke stammen aus älteren Synagogen, teilweise aus dem 16. Jahrhundert.